# Antoine-Adolphe Dupuch
Antoine-Adolphe Dupuch, né à Bordeaux le 20 mai 1800 et mort le 11 juillet 1856, a été le premier évêque d'Alger de 1838 à 1846.

## Biographie
Il devient d'abord avocat avant de rejoindre l'Église où il est ordonné prêtre en 1825. Il a une action charitable importante et s'occupera notamment de l'œuvre des petits savoyards avant que le pape Grégoire XVI ne le nomme premier évêque d'Alger en 1838. Il aura une activité importante pour développer l'Église en Algérie au point d'ailleurs de faire de très importantes dettes qui lui vaudront de devoir quitter l'Algérie pour échapper à ses créanciers. Il se réfugiera en Espagne et en Italie. On lui doit d'avoir fait en sorte de faire revivre le souvenir de saint Augustin à Bône (Annaba) où il fait revenir des reliques du Saint qui se trouvaient en Italie.
Il faut également rappeler son amitié avec l'émir Abdelkader dont il fit la connaissance à l'occasion d'un échange de prisonniers. Il eut de nombreuses conversations avec l'émir, lui rendit visite à Pau et à Amboise lorsque ce dernier fut prisonnier après sa capitulation, et tenta le maximum pour essayer de le faire libérer. Comme il l'avait demandé, après sa mort, son corps fut ramené en Algérie et enterré dans la crypte de la cathédrale d'Alger.

## Distinctions
- Chevalier de la Légion d'honneur (30 avril 1836)[1]

## Armes
D'azur au pélican d'argent avec sa pitié de même.

## Œuvre
Abd-el-Kader au château d’Amboise, dédié à M. Louis-Napoléon Bonaparte, président de la République française, Héritage Editions, 2022.

### Sources et bibliographie
- Madleine Hardy, Antoine-Adolphe Dupuch, premier évêque d'Alger (1838-1856) : un pionnier de la mission à l'épreuve du politique, éd. Hora Decima, 2006.
- Waciny Laredj, Le livre de l'Émir, Actes Sud, 2006. Dans ce roman l'auteur, algérien, se fonde essentiellement sur la relation d'amitié et de respect entre l'Émir et Monseigneur Dupuch.
- Jean-Pierre Ryf, Retour au Pays (nouvelles), éd. Atlantica, 2008. La dernière nouvelle est un dialogue anachronique entre l'Émir et Monseigneur Dupuch.
- Notices d'autorité :   - VIAF
  - ISNI
  - BnF (données)
  - IdRef
  - LCCN
  - GND
  - Portugal